# Maria Anna Mozart
Maria Anna Walburga Ignatia Mozart (roepnaam Nannerl) (Salzburg, 30 juli 1751 – aldaar, 29 oktober 1829) was de vijf jaar oudere zuster van de componist Wolfgang Amadeus Mozart. Ze was een getalenteerd pianiste en violiste die in haar jeugd samen met haar broer optrad door heel Europa.

## Levensloop

### Jeugd
Maria Anna (Walburga Ignatia) Mozart werd op 30 of 31 juli 1751 te Salzburg geboren als eerste van de twee kinderen van Leopold Mozart en Anna Maria Pertl die de volwassen leeftijd bereikten. Het andere kind was haar jongere broer Wolfgang. In totaal hebben zij er zeven gekregen. In 1758 ontving ze haar eerste muzieklessen; ze bleek muzikaal getalenteerd. In januari 1762 namen haar ouders haar en haar broertje mee op een muzikale tournee naar München; in september 1762 vond een tweede tournee plaats, ditmaal naar Wenen.
Een derde reis Tussen 1763 en 1766 was het gezin drieënhalf jaar op tournee, waarbij broer en zus een groot aantal concerten gaven in West-Europa (juni 1763), waaronder Londen en Parijs, alwaar baron Friedrich Melchior Grimm van oordeel was dat ze virtuoos piano speelde en de moeilijkste stukken met verbluffende precisie. Ook speelden de kinderen voor stadhouder Willem V.
Later stopten deze optredens, niet alleen omdat de kinderen ouder werden en niet langer als wonderkinderen geafficheerd konden worden, maar ook omdat vader Mozart een muzikale carrière ongepast vond voor een vrouw. Ze was er dan ook niet bij toen haar broer en vader drie muziekreizen naar Italië maakten. Ze speelde nog wel klavecimbel en fortepiano. Viool mocht ze echter niet meer spelen van haar vader, omdat dat 'geen instrument voor vrouwen' was.

### Volwassen jaren

Maria Anna Mozart als volwassene
(18e eeuw), Mozarts Wohnhaus

In 1775 en 1781 vergezelde ze haar vader naar München voor de respectievelijke premières van La finta giardiniera en Idomeneo van haar broer. Die componeerde verscheidene werken voor haar, waaronder het Divertimento KV251. De twee onderhielden ten minste tot beider huwelijk een hechte band.
Nannerl gaf muziekles aan kinderen in Salzburg. Ze woonde tot haar 33e samen met haar tirannieke vader. Nannerl trouwde in 1784 met Johann Baptist Reichsfreiherrn von Berchtold zu Sonnenberg (1736-1801). Het was zijn derde huwelijk en Nannerl werd de stiefmoeder van de kinderen uit zijn eerdere huwelijken. Het echtpaar vestigde zich in Sankt Gilgen en kreeg drie kinderen, van wie alleen de oudste de volwassenheid bereikte. Contacten met haar broer waren er niet of nauwelijks. De weduwe bleef na het overlijden van haar echtgenoot financieel goed verzorgd achter. Toch voorzag ze weer in haar levensonderhoud door muziekles te geven.

## Na het overlijden van haar broer
Toen haar broer Wolfgang op 5 december 1791 in Wenen overleed, zorgde zij er mede voor dat zijn nalatenschap bewaard bleef. Na zijn overlijden ontstond er in Duitsland, Oostenrijk en het Verenigd Koninkrijk veel belangstelling voor zijn leven en werk. Nannerl bezat veel portretten, souvenirs en brieven. Zij stelde deze zonder veel nadenken ter beschikking aan eenieder die over Mozart wilde schrijven. Haar schoonzus was daarin veel kritischer en het beheer van de nagedachtenis van de componist leidde tot spanningen tussen de twee vrouwen.
Begin 1792 ging ze in op vragen van de Mozart-biograaf Schlichtegroll door feiten en herinneringen aan haar overleden broer te noteren. Dat materiaal is nu een belangrijke bron voor de vroege jaren van de componist. Hetzelfde geldt voor haar dagboeken en correspondentie.

### Laatste jaren en overlijden
Na de dood van haar man in 1801 vestigde ze zich  weer in Salzburg met haar kinderen, waar ze een eenvoudig en rustig leven leidde. Vanaf 1825 was ze blind en toen in 1829 Vincent en Mary Novello haar bezochten, troffen ze haar uitgeput, zwak en bijna sprakeloos aan, waarbij Mary ook haar armoede en eenzaamheid opviel. Feit is echter dat ze een groot vermogen naliet. Ze stierf op 29 oktober 1829 te Salzburg en werd overeenkomstig haar testament begraven op de begraafplaats St. Peter aldaar.
In 2009 werd het Mozarthaus in Sankt Gilgen geopend dat aan haar en haar moeder is gewijd. Een jaar later kwam de speelfilm Nannerl, la sœur de Mozart uit van de Franse cineast René Féret.